# Unione Sportiva Cagliari 1951-1952
Questa pagina raccoglie le informazioni riguardanti l'Unione Sportiva Cagliari nelle competizioni ufficiali della stagione 1951-1952.

## Stagione
Nella stagione 1951-1952 l'Unione Sportiva Cagliari disputò la Serie C, terzo campionato italiano classificato dalla FIGC come professionistico, secondo le regole stabilite dalla Carta di Viareggio.
La società, dopo la retrocessione della stagione 1947-1948 (era stata riammessa d'ufficio in Serie B dopo la seconda guerra mondiale) si ritrovava a disputare il 4º campionato consecutivo nella Serie C.
La riforma dei campionati attuatasi quell'anno, prevedeva una sola promozione in Serie B, che si sarebbe giocata tra le 4 formazioni vincenti dei rispettivi gironi del campionato.
Il Cagliari, inserito nel girone C, vinse il suo raggruppamento lasciandosi alle spalle altre importanti formazioni italiane tra cui Empoli, Sambenedettese, Ancona (all'epoca Anconitana) e Siena nonché l'unica corregionale presente, la Carbosarda di Carbonia.
Nel girone finale, la società sarda si impose rimanendo imbattuta, vincendo cinque partite e pareggiandone una soltanto. La squadra segnò 12 reti e ne subì appena 5. Dietro il Cagliari arrivarono rispettivamente: Piacenza, Toma Maglie e Vigevano.
Il miglior marcatore dei sardi fu Erminio Bercarich che segnò 30 reti e ben 42 in appena due stagioni complessive al Cagliari.

## Rosa
| N. |                   | Ruolo | Calciatore        |
| -- | ----------------- | ----- | ----------------- |
|    | Italia (bandiera) | P     | Giorgio Bolognesi |
|    | Italia (bandiera) | P     | Aldo Sulis        |
|    | Italia (bandiera) | D     | Angelo Dini       |
|    | Italia (bandiera) | D     | Vito Sante Miolli |
|    | Italia (bandiera) | D     | Valerio Soldani   |
|    | Italia (bandiera) | D     | Aldo Stocco       |
|    | Italia (bandiera) | C     | Livio Gennari     |
|    | Italia (bandiera) | C     | Leone Gerlin      |
|    | Italia (bandiera) | C     | Ottavio Morgia    |

| N. |                   | Ruolo | Calciatore        |
| -- | ----------------- | ----- | ----------------- |
|    | Italia (bandiera) | C     | Sergio Pison      |
|    | Italia (bandiera) | C     | Mario Villa       |
|    | Italia (bandiera) | C     | Angelo Torriglia  |
|    | Italia (bandiera) | A     | Carlo Avedano     |
|    | Italia (bandiera) | A     | Erminio Bercarich |
|    | Italia (bandiera) | A     | Piero Golin       |
|    | Italia (bandiera) | A     | Antonio Ragazzo   |
|    | Italia (bandiera) | A     | Roberto Serone    |